# Нетбук

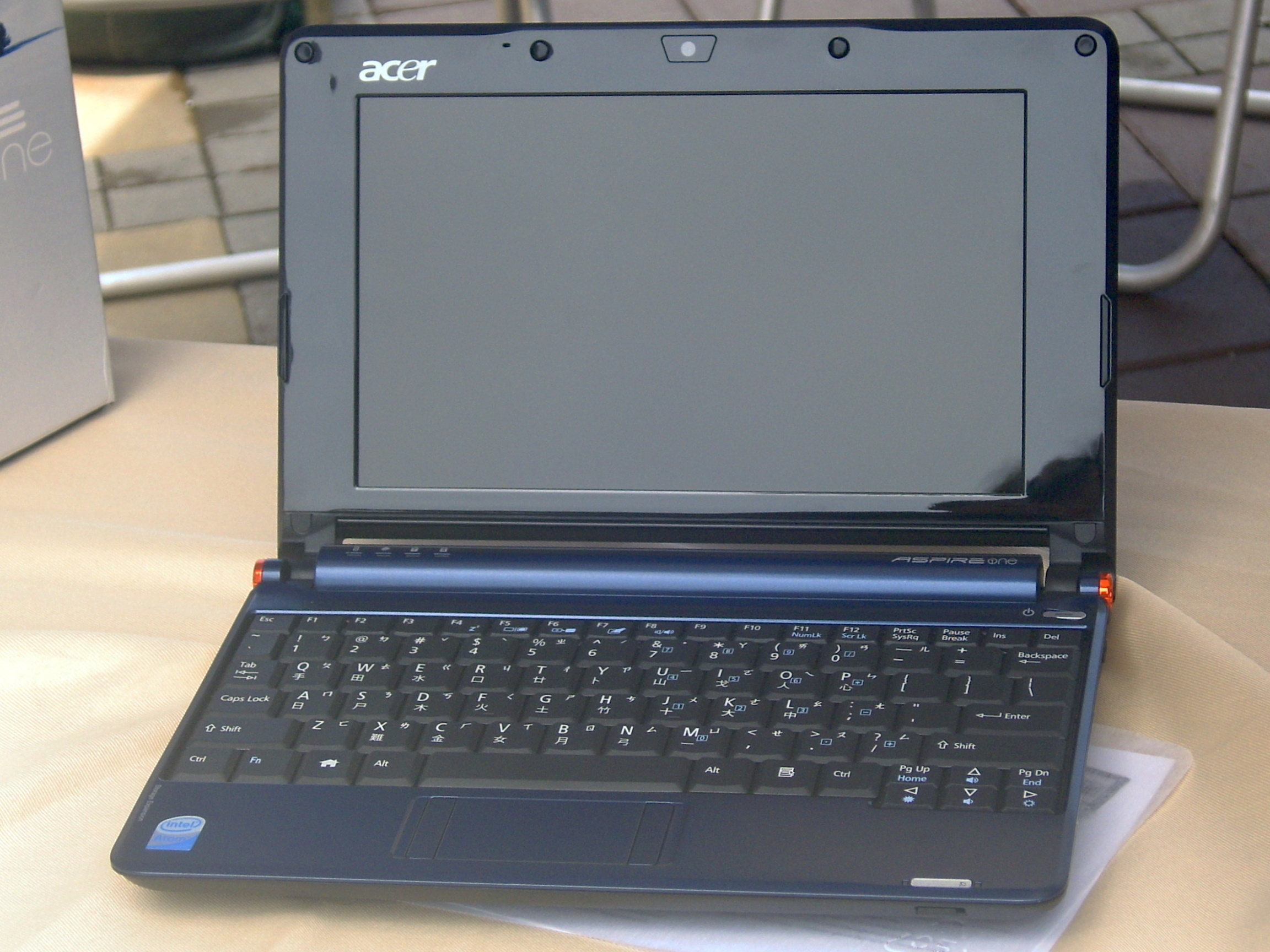
Acer Aspire One — один из нетбуков на базе процессора семейства Intel Atom.

Нетбук (от англ. net — «сеть» и notebook — «ноутбук») — субноутбук с относительно невысокой производительностью, предназначенный в основном для выхода в Интернет. Такие устройства имеют небольшую диагональ экрана в 7-10,1 дюйма, низкое энергопотребление, небольшой вес и относительно невысокую стоимость.
По габаритам и функциональности нетбуки занимают промежуточное положение между мобильными интернет-устройствами (MID) и Handheld PC «снизу» и субноутбуками «сверху». От UMPC нетбуки отличаются компоновкой и, как правило, использованием обычных экранов без технологии мультитач. Некоторые производители и эксперты относят нетбуки и субноутбуки к классу UMPC.
Для большинства пользователей наиболее очевидными отличиями от «обычных» субноутбуков будут: меньшие габариты, отсутствие оптического привода (иногда он есть, современные компьютеры в большинстве случаев уже таковым приводом не оснащаются), наличие встроенных веб-камеры и микрофона (однако, веб-камера и микрофоны присутствуют во всех современных моделях ноутбуков и субноутбуков).

## История

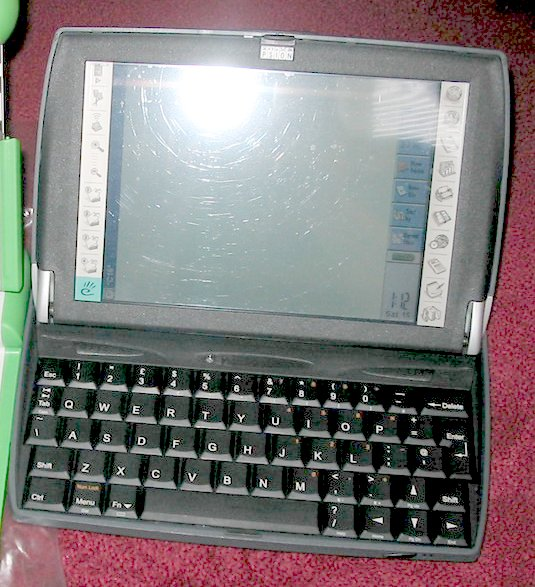
Psion netBook

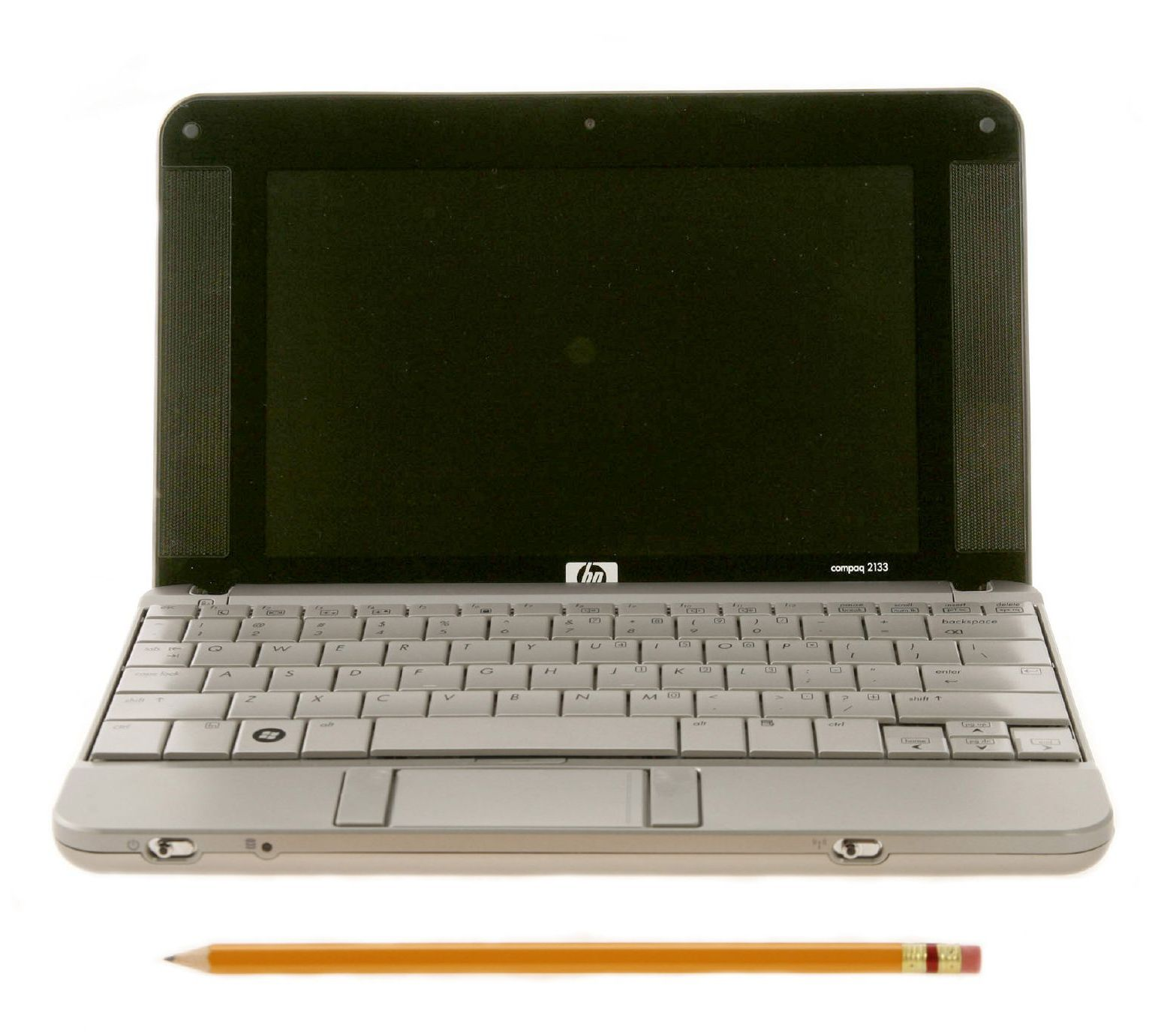
HP 2133 Mini-Note PC

Изначально термин «нетбук» был использован в 1999 году компанией Psion для обозначения карманных персональных компьютеров собственного производства. Psion netBook в раскрытом виде (клавиатура была выдвижной) похож на маленький ноутбук с диагональю экрана 7,7 дюйма (19,6 см) и разрешением 640×480 точек. Он был построен на базе процессора StrongARM с частотой 190 МГц и работал под управлением операционной системы EPOC32 Release 5. Впоследствии, в 2003 году, была выпущена обновлённая версия Psion Teklogix netBook Pro на базе процессора xScale под управлением ОС Windows CE (существовал также вариант с Linux).
В 2005 году стартовал проект OLPC, одной из целей которого было создание дешёвого ноутбука XO-1 для детей развивающихся стран. Согласно этому проекту, стоимость ноутбука с диагональю 7,5 дюйма не должна превышать 100 долларов, при этом устройство должно обеспечивать доступ в Интернет посредством беспроводного интерфейса Wi-Fi и работу с текстовыми документами. В 2007 году проект был практически завершён, однако стоимость устройства составила около 188 долларов.
Весной 2007 года на выставке COMPUTEX Taipei 2007 компания ASUS представила новый субноутбук Eee PC на базе процессора Intel Celeron M с диагональю экрана 7 дюймов и заявленной ценой от 199 долл. Поставки устройств начались в октябре 2007 года. Реальная стоимость устройства в минимальной комплектации составила 250 долларов и снизилась до номинальной только под конец производства модели.
15 октября 2007 года Intel заявила о разработке нового процессора для мобильных применений, в частности для устройств типа OLPC, — Atom.
В феврале 2008 года после выхода компании из проекта OLPC, термин нетбук был снова введён компанией Intel для обозначения сверхдешёвых ноутбуков с небольшой диагональю экрана. Таким образом, из категории субноутбуков была выделена новая категория портативных устройств — «нетбуки» (с диагональю экрана от 7 до 11 дюймов). Intel приступила к реализации собственного проекта сверхдешёвого компьютера для детей из развивающихся стран — Classmate PC.
3 июня 2008 года компания Intel представила процессоры Atom, основанные на ядре Diamondville, предназначенные для использования в нетбуках и неттопах. В течение лета и осени 2008 года большинство крупных производителей компьютеров представили собственные нетбуки на базе процессоров Intel Atom. Стоимость целого ряда нетбуков превышает 500 долл. и они напрямую конкурируют с бюджетными ноутбуками с размером диагонали экрана 14,1—15,4 дюймов (35,8—39,1 см). Некоторые нетбуки позиционируются как имиджевые модели, их стоимость приближается к младшим моделям субноутбуков.
Кроме того, осенью 2008 года некоторыми китайскими производителями были представлены портативные устройства с диагональю экрана 7 дюймов на базе процессоров ARM под управлением ОС Windows CE и Linux. Использование ARM-процессора и соответствующих ОС относит эти устройства скорее к классу Handheld PC, однако размеры позволяют классифицировать их как нетбуки. Стоимость подобных нетбуков не превышает 100 долл.
В третьем квартале 2008 года мировые поставки портативных компьютеров впервые в истории превзошли аналогичный показатель для настольных ПК. Годовой прирост в 40 % ноутбукам обеспечили стремительно набирающие популярность нетбуки.
В январе 2010 года на IT-выставке CES 2010 были представлены нетбуки на энергоэффективной платформе Intel Pine Trail, которая включает в себя процессоры Intel Atom N450.
В январе 2011 года компанией AMD были представлены нетбуки на энергоэффективной платформе AMD Brazos, которая включает в себя процессоры AMD C-50, E-350 и др. на ядре Bobcat и видеопроцессор Radeon HD серии 6000.
В конце 2012 года ведущие производители (ASUS и Acer) заявили о завершении производства моделей категории нетбук.

## Аппаратное обеспечение
В нетбуках используются экономичные процессоры (ULV) и наборы системной логики. Почти все нетбуки снабжены модулями беспроводных сетей Wi-Fi, некоторые — WiMAX, часто есть интерфейс Bluetooth. Обычно имеется мультиформатный (MS Pro, SD/MMC, XD-Picture Card) кардридер. За редким исключением (например, Kohjinsha EX6, ASUS Eee PC 1004DN и в какой-то мере HP Pavilion dv2) оптические приводы отсутствуют.
Первые линейки нетбуков оборудовались только SSD-накопителями небольшого объёма, однако затем большинство моделей использовало механические HDD, как и ноутбуки. Современные SSD-накопители имеют бо́льшие объемы дискового пространства и более низкую себестоимость каждого гигабайта пространства по сравнению с теми, что были в конце 2000-х, потому современные модели нетбуков также лишены жёстких дисков, используя только компактные NVMe-накопители форм-фактора M.2, что позволяет сделать корпус более тонким и лёгким, и повысить механическую прочность - SSD не страшны удары и падения.
Для данной категории устройств корпорацией Intel были разработаны специальные процессоры Intel Atom, которые применяются в большинстве нетбуков. Также компания AMD разработала платформу AMD Brazos из серии Fusion специально для применения в мобильных компьютерах, включая нетбуки. Кроме Intel Atom и AMD Fusion, в нетбуках находят применение процессоры Intel Celeron M ULV (Asus EeePC 701 4G, Asus EeePc 900, Asus EeePc 1000 HD), VIA C7-M (HP 2133 Mini-Note), VIA Nano, AMD Geode (Roverbook NEO U800), а также Athlon Neo (Packard Bell DOT M/A).
Существуют модели нетбуков с сенсорными экранами, например, Lenovo S10-3T, ASUS EEE PC T91MT, ASUS EEE PC T101MT, Medion Akoya Mini 1315.
Чаще всего нетбуки оснащаются активной системой охлаждения (с вентилятором), хотя популярны и модели с пассивным (безвентиляторным) охлаждением - тепло от процессора отводится на металлическое днище корпуса устройства с помощью тепловой трубки или тонкой испарительной камеры.
Также существовала линейка нетбуков, выпущенных с семейством чипсетов Ion и Ion 2, выпущенных компанией Nvidia, и снабжённых интегрированным видеоядром.

## Программное обеспечение
По умолчанию на нетбуки инсталлируются различные ОС семейства GNU/Linux (например, Ubuntu, Chrome OS) либо Windows (Windows XP Home Edition, Windows Vista Starter или Windows 7 Starter), хотя пользователь может сам установить любую удобную для него ОС. Имеется поддержка многих нетбуков ОС Android.
В 2011 году на рынке появились первые хромбуки — нетбуки с предустановленной Chrome OS.

## Примеры нетбуков
| - Acer Aspire One - Aquarius NS500 - ASUS Eee PC - DELL Inspiron mini - ECS G10IL - Freescale - Gigabyte M912V | - Hasee Q130 - HP 2133 Mini-Note PC - HP Compaq C700 - Samsung N150 - Серия Lenovo S - MSI Wind PC - Серия Roverbook NEO U | - Серия Samsung N - Серия Samsung NC - Серия Packard Bell Dot S/S2/SE - XO-1 - VIA OpenBook - HP OmniBook 300 - Lenovo S12 |